# Dino De Martin
Dino De Martin (Lozzo di Cadore, 1º febbraio 1921 – Lignano Sabbiadoro, 31 luglio 1960) è stato un bobbista italiano.

## Biografia
Nato nel 1921, a 35 anni ha partecipato ai Giochi olimpici di Cortina d'Ampezzo 1956, nel bob a quattro, come pilota insieme a Carlo Da Prà, Giovanni De Martin e Giovanni Tabacchi, arrivando 5º con il tempo totale di 5'14"66 (1'18"10 nella 1ª manche, 1'18"65 nella 2ª, 1'18"50 nella 3ª e 1'19"41 nella 4ª).